# Genuchinus angustus
Genuchinus angustus är en skalbaggsart som beskrevs av Thomas Casey 1915. Genuchinus angustus ingår i släktet Genuchinus och familjen Cetoniidae. Inga underarter finns listade i Catalogue of Life.